# 모라수쿠스

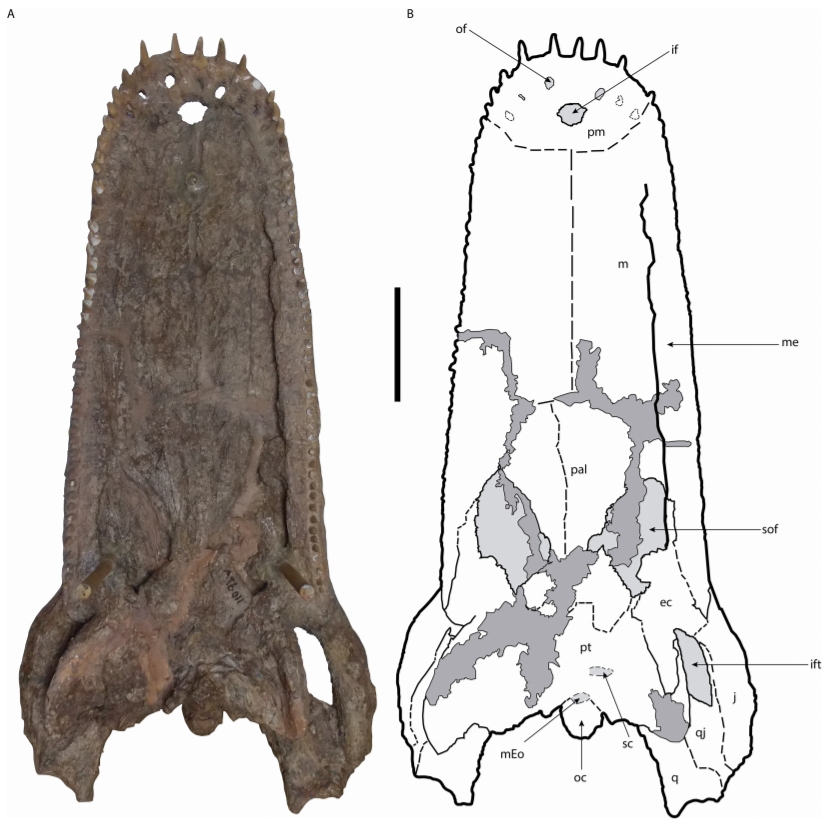

모라수쿠스(학명:Mourasuchus amazonensis)는 악어목 앨리게이터과에 속하는 악어이다. 지금은 멸종된 악어로 몸길이가 8~10m가 되는 거대한 악어이다.

## 특징
모라수쿠스는 지금은 멸종된 중생대 백악기에 살았던 고대의 악어인 스토마토수쿠스와도 밀접한 관련이 많은 악어 중에 하나이다. 그 두개골은 넓고 평평하며 매우 길어보이는 것으로 마치 오리와 비슷한 모습을 하고 있다. 이는 현생에서 살아가는 펠리컨이나 고래와도 유사한 점이 많으며 매우 큰 주머니를 가진 것이 모라수쿠스의 특징이다. 모라수쿠스는 상반부의 위턱에 40개의 치아들이 줄줄히 나 있으며 이는 아마도 필터 공급에 의해 먹이를 포획하는 데에 있어 턱의 구조가 매우 안좋았을 것으로 추정이 된다. 또한 이악어는 그러한 신체의 구조로 인하여 호수나 강의 바닥에서 주로 먹이를 섭취했을 것으로 추정이 된다. 먹이로는 당대에 살았던 물고기 및 조개와 갑각류를 주로 먹었을 육식성의 동물로 추정이 된다.

## 생존시기와 서식지와 화석의 발견
모라수쿠스가 생존했던 시기는 신생대의 마이오세로 지금으로부터 약 2000만년전~600만년전에 서식했던 종이다. 푸루스사우루스와 함께 남아메리카를 위주로 살았던 종으로 생존했던 시기에는 남아메리카의 강과 호수에서 주로 서식했을 것으로 추정이 된다. 화석의 발견은 1964년에 아르헨티나에서 최초로 발견이 되어 새로이 명명이 된 종이며 이후엔 콜롬비아, 볼리비아, 베네수엘라, 페루에서도 화석이 발견되었다.

## 같이 보기
- 악어
- 앨리게이터과
- 파충류
- 화석